# ساخت‌گرایی (نظریه یادگیری)

ساخت‌گرایی (نظریه یادگیری)

ساخت‌گرایی یکی از نظریه‌های یادگیری‌ است که براساس آن، فرد دانش را می‌سازد و تولید آن، فرایندی مستمر است که تجربه انفراد افراد از جهان را سازمان می‌بخشد. ادوارد تیچنر در دانشگاه کرنل مکتب ساخت گرایی را به وجود اورد. ارنست ون گلاسرزفلد یکی از پایه‌گذاران این نظریه است.
ساخت‌گرایی دیدگاهی فلسفی در رابطه با ماهیت دانستن (nature of knowing) است و به‌طور مشخص یک دیدگاه شناخت‌شناسانه یا معرفت‌شناسانه (epistemological) را نشان می‌دهد. یکی از برجسته‌ترین نظریه‌پردازان ساخت‌گرایی ژان پیاژه نام دارد. او خود را یک شناخت‌شناس ژنتیکی می‌داند. وی در مطالعات خود در پی آن بود که دریابد انسان‌ها چگونه از راه کنش متقابل بین تجربه‌ها و باورهای خود به شناخت دست پیدا می‌کنند. بدین معنا که جوهر دانش را نمی‌توان از کسی به دیگری انتقال داد، بلکه باید از روش جستجو و اکتشاف بدان رسید. ساختارگرایان بر این باورند که انسان نمی‌تواند مفهوم جدید و ناشناحته ای را بیاموزد، مگر آنکه بتواند آن را با دانش پیشین خود که در ذهن دارد و از تجربیات واقعی او بدست آمده پیوند دهد. نظریه ساخت‌گرایی شامل شاخه‌ها و دیدگاه‌های متفاوتی می‌شود، اما آنچه که همه این دیدگاه‌ها را با هم پیوند می‌دهد این است که «یادگیری» فرآیندی فعالانه و خاص ذهن هر فرد بوده و افراد با ساختن روابط ذهنی میان مفاهیم و تصورات از یک سو و اطلاعات و تجربیات به دست آمده از دنیای واقعی خارج از ذهن از سوی دیگر دنیای معانی ذهنی خود را می‌سازند. 
طی چند دههٔ گذشته، عبارت ساخت‌گرایی نقش مهمی در متون آموزشی داشته‌ است. اگرچه آموزگارها در رابطه با کلیت این نظریه با یکدیگر موافقند، اما تفسیرها، رویکردها و دیدگاه‌های بسیار متفاوتی در آموزش و یادگیری ساخت‌گرایانه دارند.

## ریشه‌های تاریخی ساخت گرایی
هرچند این نظریه در شکل امروزی خود تا حدودی نوپا ست، اما دارای ریشه‌های تاریخی ژرفی است. این نظریه، در هستهٔ خود، به نحوهٔ ساخت ادراک توسط فرد می‌پردازد. دیالکتیک سقراطی نمونه ای از این روش است، و هدف سقراط از گفتگوها و مباحثه‌های خود رسیدن به حقیقت از راه مطرح کردن مقدمات ساده، به چالش کشیدن باورها و اندیشه‌های طرف مقابل و بیان کردن اشتباهات و تناقض‌های فکری او و اصلاح آن‌ها بود. ایمانوئل کانت (۱۷۲۴–۱۸۰۴) با بهره‌گیری از این دیدگاه فهمید که آنچه فرد از محرک‌ها (stimuli) استنباط می‌کند، ادراک او از جهان پیرامونش را شکل می‌دهد. در آغاز قرن بیستم، جان دیویی آموزش از راهِ کار با ادراک فعلی دانش آموزها را با در نظر گرفتن علاقه‌مندی‌ها و باورهای قبلی آن‌ها پیشنهاد کرد. سپس پیاژه درون‌سازی (assimilation) (کوشش برای فهم یک چیز جدید از طریق جای دادن آن در درون چیزهایی که از قبل در ذهن خود داریم) و برون‌سازی (accommodation) (فرایند تغییر ساختارهای شناختی پیشین به گونه‌ای که با آنچه درک می‌شود متناسب شود) را به عنوان روش‌های ساخت ادراک بر پایهٔ دانسته‌های پیشین معرفی کرد. از دیدگاه پیاژه بازی‌های کودکان و اکتشاف‌های کودکانهٔ آن‌ها بسیار پر اهمیت هستند. وی با ارائهٔ مبنای علمی، بازی را یک بخش مهم و ضروری در رشد شناختی (cognitive development) کودکان و دانش آموزان معرفی می‌کند. امروزه از این دیدگاه در زمینه‌های مختلف استفاده می‌شود برای نمونه می‌توان به موزهٔ تاریخ طبیعی لندن اشاره کرد که در آن بازدیدکنندگان را تشویق می‌کنند تا با استفاده از برخی ابزار اکتشاف تاریخ طبیعی مراحل اکتشاف و انجام آزمایش‌های علمی را تجربه کنند. تئوری ساخت‌گرایی از تفکرات ویگوتسکی (۱۸۹۶–۱۹۳۴) نیز بهره برد. به کمک او بود که آگاهی از کنش‌های فردی و میان‌فردی و همچنین عناصر تاریخی فرهنگی مؤثر بر یادگیری افزایش پیدا کرد.
برای آشنایی بیشتر با این نظریه توصیه می‌شود شناخت‌شناسی ساخت‌گرا را نیز مطالعه کنید.